# Fontana dei Dioscuri

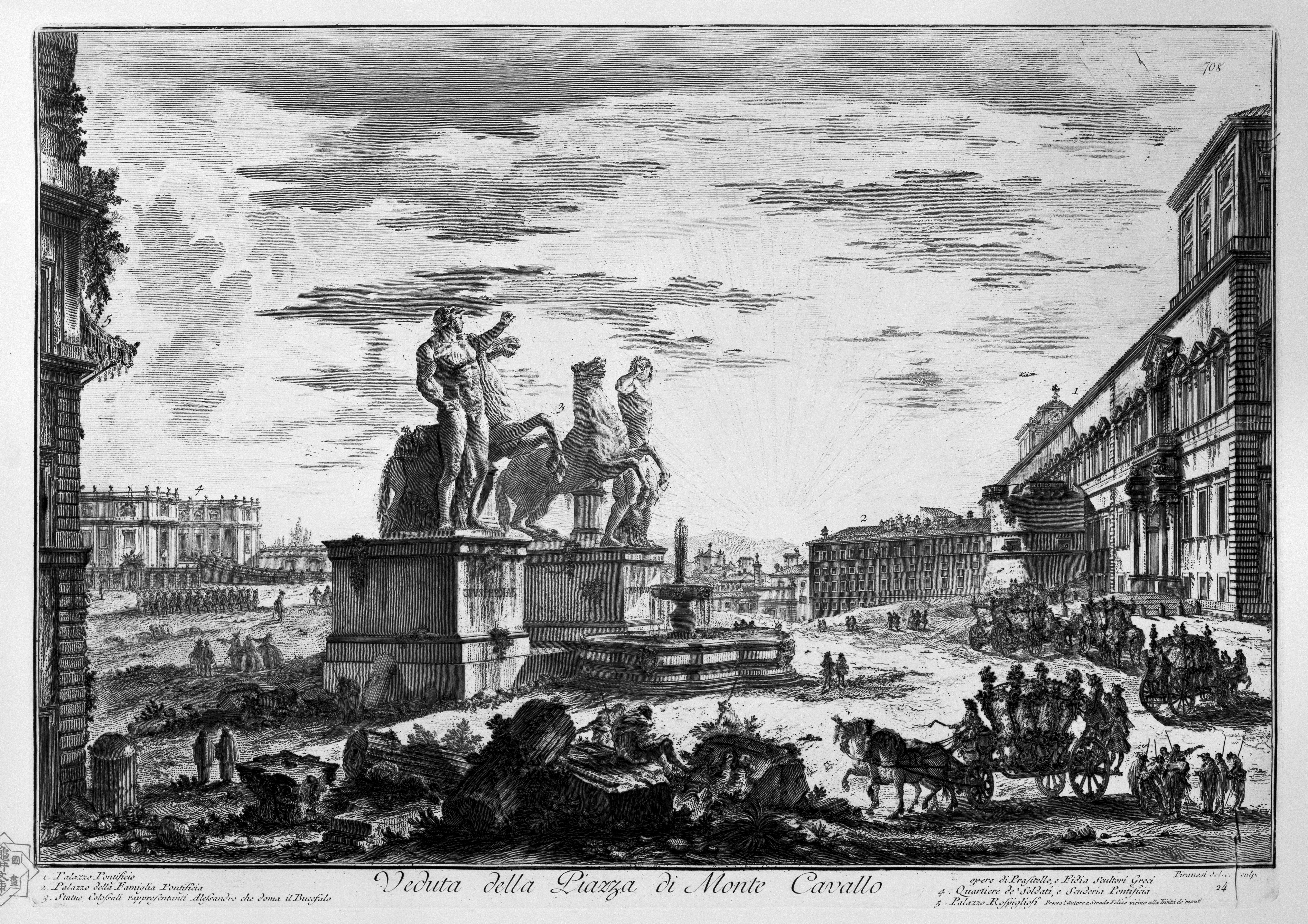
La fontana dei Dioscuri in un’incisione di Giovanni Battista Piranesi

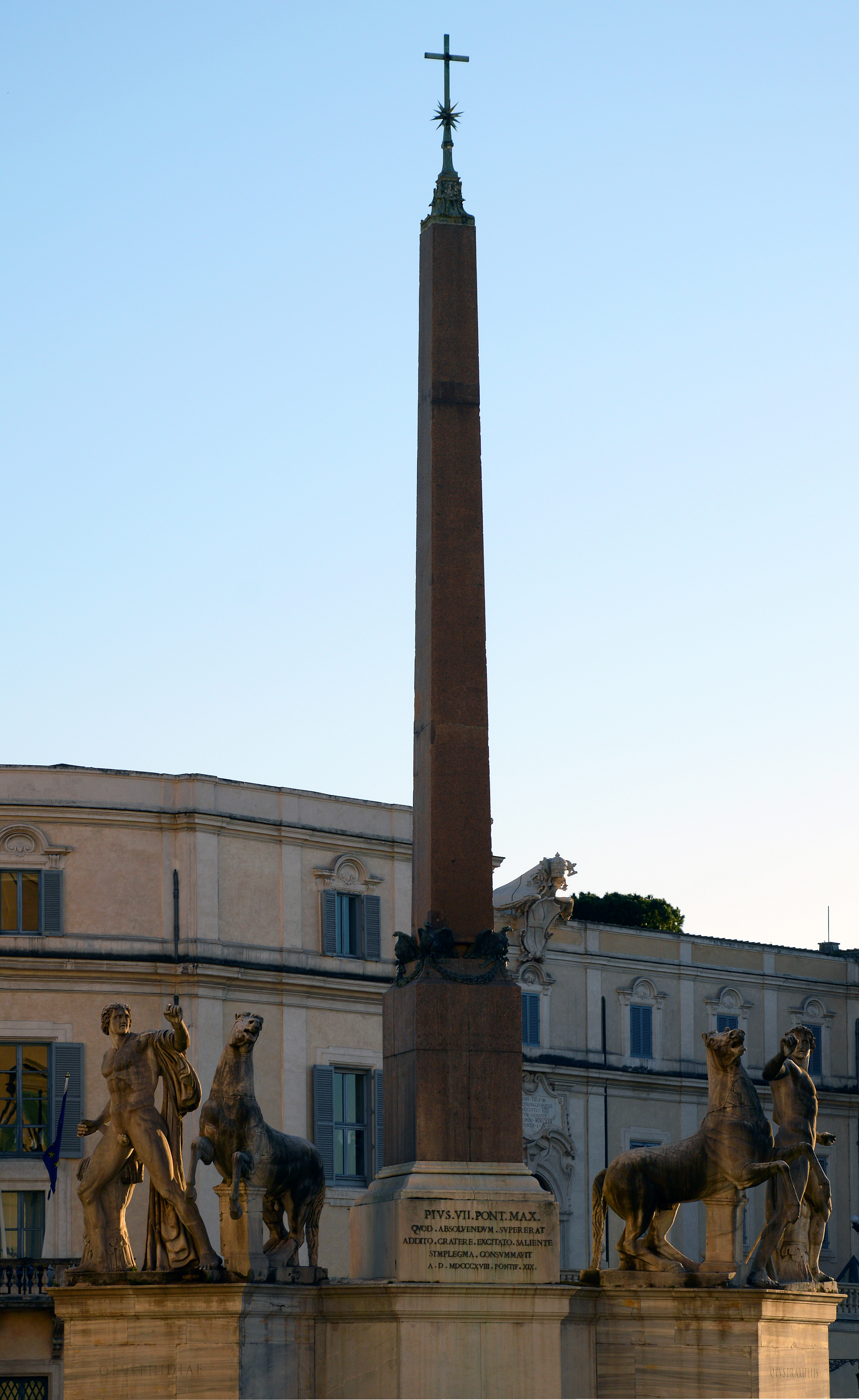
La fontana dei Dioscuri e l'obelisco

La fontana dei Dioscuri si trova a Roma, al centro della piazza del Quirinale, di fronte all'ingresso dell'omonimo palazzo.

## Storia e descrizione

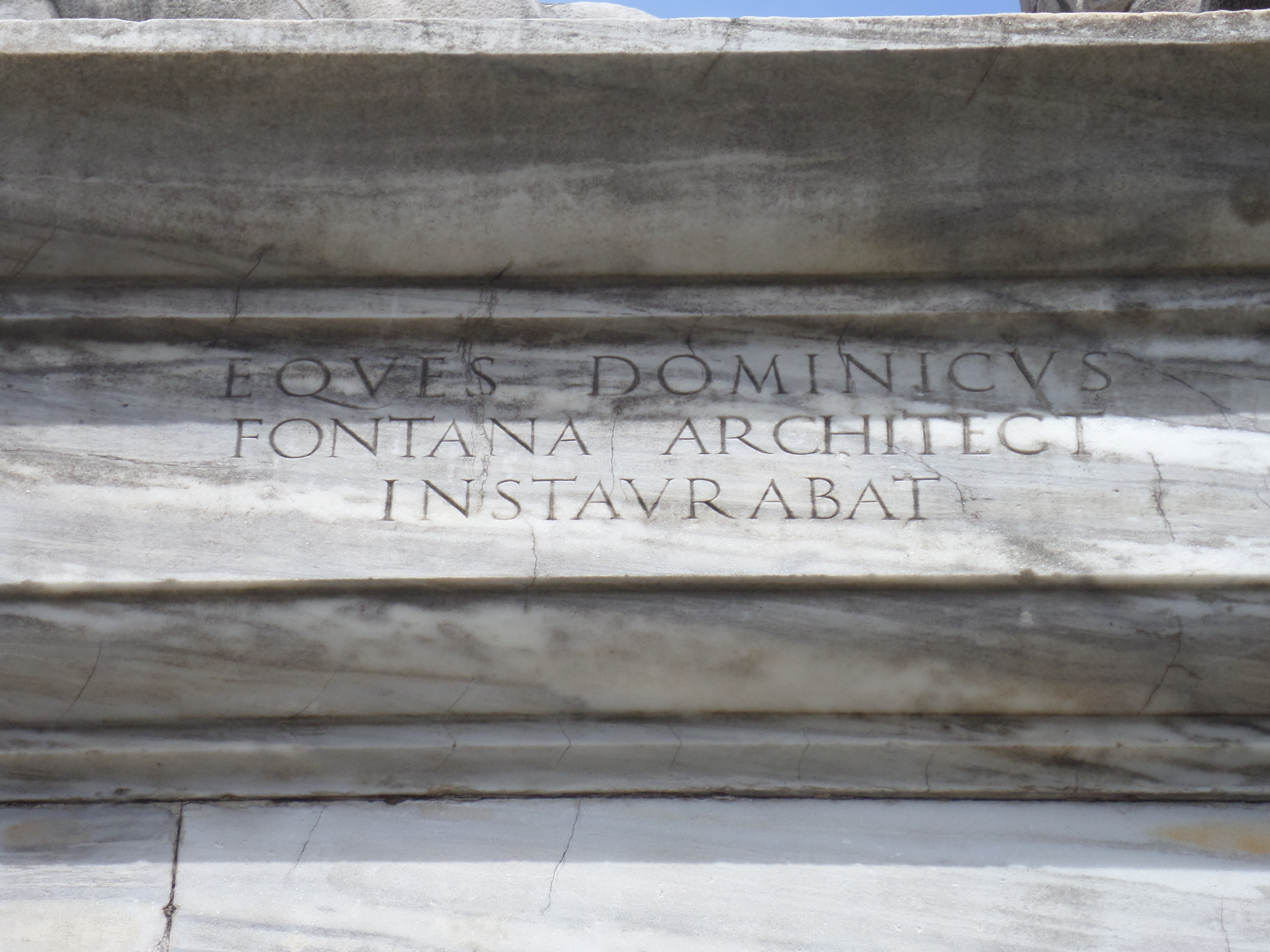
Firma in latino di Domenico Fontana sulla fontana

Terminato nel 1587 il restauro ed il ripristino dell'antico acquedotto alessandrino, chiamato da allora “Acqua Felice” dal nome del papa Sisto V, al secolo Felice Peretti, sotto il cui pontificato venne terminata l'opera, come era stato fatto in precedenza per l’Aqua Virgo, furono iniziati i lavori per una ramificazione sotterranea secondaria del condotto, in modo da assicurare l'approvvigionamento idrico delle zone dei colli Viminale e Quirinale, allora scarsamente serviti, e venne di conseguenza progettata anche l'edificazione di un certo numero di fontane. Dopo la mostra terminale dell'acquedotto, progettata dal fratello Giovanni, fu affidata a Domenico Fontana la realizzazione di quella posta davanti alla residenza estiva del pontefice (il palazzo del Quirinale, appunto), il cui cantiere era, all'epoca, ancora aperto.
Nella piazza si trovava, proveniente dalle vicine terme di Costantino, l'imponente gruppo marmoreo dei Dioscuri (secondo altre interpretazioni si tratterebbe di gruppo scultoreo del III secolo rappresentante Alessandro Magno giovane col suo indomabile cavallo Bucefalo in duplice versione), composto dalle due figure maschili che tengono a freno i loro cavalli (probabilmente copie di originali greci), voltati verso il sito delle antiche Terme (l'inizio dell'attuale via Nazionale). Il Fontana ne dispose il restauro, li trasportò in posizione più centrale nella piazza, in modo da chiudere lo scenario della lunga via Pia (le attuali via del Quirinale e via XX Settembre) e li girò in modo che fossero rivolti verso il palazzo, quindi collocò la nuova fontana ai piedi del gruppo, posto su un alto piedistallo.
Si trattava di una vasca quadrilobata, al cui centro un pilastro sorreggeva un catino da cui precipitava l'acqua. La struttura, riprendendo in parte il modello dellaportiano, poggiava su tre gradini, al cui livello più elevato era posta un'ulteriore stretta vasca interrata che circondava quella principale.
Nella seconda metà del XVII secolo papa Alessandro VII pensò di trasferire la fontana in piazza Santi Apostoli, ma il progetto non venne messo in atto, così come quello, all'inizio del XVIII secolo, ideato da papa Clemente XI, di sostituire l'intera opera con la Colonna Antonina, da poco scoperta in piazza Montecitorio. Solo nel 1782 papa Pio VI attuò un progetto di risistemazione dell'intera piazza, in cui trovò posto anche un nuovo assetto della fontana, commissionato all'architetto Giovanni Antinori: il blocco dei Dioscuri venne separato e i due gruppi ruotati in modo da trovarsi tra di loro ad angolo retto; in mezzo venne innalzato uno dei due obelischi che ornavano la tomba dell'imperatore Augusto, recuperato alla base del cinquecentesco Ospedale di San Rocco a Ripetta. La fontana venne smantellata per essere sostituita con una vasca circolare in granito recuperata dalla zona del “Campo Vaccino”, l'area tra il Circo Massimo ed il Tevere.
Questa vasca era stata ritrovata nel 1587, probabilmente proprio durante i lavori per la costruzione del condotto secondario dell'“Acqua Felice”, e si trattava verosimilmente di un'antica fontana di epoca romana. Sebbene anche in quella zona, che all'epoca ancora ospitava il mercato del bestiame, fosse prevista la realizzazione di una fontana, papa Sisto V ritenne più utile la costruzione di un abbeveratoio per gli animali e (a dimostrazione di quanta poca stima e considerazione avesse per lui) ne affidò la realizzazione a Giacomo Della Porta, il quale, diligentemente, ornò la vasca-abbeveratoio di un semplice mascherone dal quale fuoriusciva l'acqua. Nell'arco di pochi anni, a causa anche dell'uso che ne veniva fatto, la vasca si riempì di rifiuti e di melma, e cessò di essere utilizzata, rimanendo di nuovo semisepolta. Pio VI pensò dunque di recuperarla e di sostituire la fontana in piazza del Quirinale, il cui originale di Domenico Fontana venne eliminato e andò definitivamente perduto.
In realtà l'opera di trasformazione, che già si trascinava per le lunghe, dovette essere sospesa per alcuni anni, perché proprio durante il trasferimento della vasca di Campo Vaccino le truppe napoleoniche presero Roma (15 febbraio 1798). La piazza rimase senza fontana fino alla sconfitta di Napoleone a Waterloo, nel 1815, dopodiché, con la fine dell'occupazione francese, fu possibile riprendere e, nel 1818, completare i lavori, che l'architetto Raffaele Stern (al quale, di fatto, si deve la paternità dell'attuale fontana) concluse con la sistemazione definitiva dell'intero gruppo come appare oggi: una grande vasca circolare al cui centro un balaustro sorregge il catino di granito di Campo Vaccino.